# 兴盛镇
兴盛镇，原为兴盛乡，是中华人民共和国四川省眉山市仁寿县曾经下辖的一个镇。2011年撤乡设镇。2019年12月，撤销兴盛镇，将其所属行政区域划归视高街道管辖。

## 行政区划
兴盛镇撤销前下辖以下地区：
五星村、水源村、七仓村、舒坪村和新安村。